# GNU Coreutils
GNU Core Utilities (или coreutils) — пакет программного обеспечения GNU, содержащий большое количество основных утилит, таких как cat, ls и rm, необходимых для UNIX-подобных операционных систем. Пакет включает несколько более ранних пакетов — textutils, shellutils и fileutils — и другие разнообразные утилиты.

## Совместимость
GNU core-утилиты поддерживают длинные опции параметров в командах, допускают использование опций после постоянных аргументов, если не установлена переменная окружения POSIXLY_CORRECT (которые, тем не менее, поддерживают различную функциональность в BSD).
Согласно философии и правилам написания программ для GNU, традиционным руководствам предпочитаются утилиты типа info, так что документация обширнее, чем обычно.

## Состав
| Файловые утилиты                                    | Файловые утилиты                                                                                                |
| --------------------------------------------------- | --- |
| chcon                                               | Изменяет контекст безопасности файла (SELinux)                                                                  |
| chgrp                                               | Изменяет группу владельца файла                                                                                 |
| chown                                               | Изменяет владельца файла                                                                                        |
| chmod                                               | Изменяет права доступа к файлу                                                                                  |
| cp                                                  | Копирование файлов и(или) каталогов                                                                             |
| dd                                                  | Копирование и преобразование файлов                                                                             |
| df                                                  | Отображает свободное место на смонтированных файловых системах                                                  |
| dir                                                 | То же самое, что и ls -C -b (список файлов выводится в колонках с вертикальной сортировкой)                     |
| dircolors                                           | Устанавливает цветовую схему для вывода команды ls                                                              |
| install                                             | Копирует файлы и устанавливает атрибуты                                                                         |
| ln                                                  | Создаёт ссылку на файл                                                                                          |
| ls                                                  | Выводит список файлов                                                                                           |
| mkdir                                               | Создаёт каталоги                                                                                                |
| mkfifo                                              | Создаёт FIFO (именованные каналы)                                                                               |
| mknod                                               | Создаёт специальные файлы                                                                                       |
| mktemp                                              | Создаёт временный файл или каталог                                                                              |
| mv                                                  | Перемещает и переименовывает файлы                                                                              |
| realpath                                            | Возвращает полученный абсолютный или относительный путь к файлу                                                 |
| rm                                                  | Удаляет файлы                                                                                                   |
| rmdir                                               | Удаляет пустые каталоги                                                                                         |
| shred                                               | Перезаписывает файлы, чтобы скрыть содержимое (так называемое безопасное удаление), и опционально удаляет файлы |
| sync                                                | Записывает на диск буферы файловых систем                                                                       |
| touch                                               | Изменяет время создания, модификации файлов                                                                     |
| truncate                                            | Уменьшает или увеличивает размер файла до заданного размера                                                     |
| vdir                                                | То же самое, что и ls -l -b (выводит список файлов в длинном формате)                                           |
| Текстовые утилиты                                   | |
| base64                                              | Кодирует/декодирует данные в base64 и выводит в стандартный вывод                                               |
| cat                                                 | Конкатенация и вывод файлов в стандартный вывод                                                                 |
| cksum                                               | Проверяет контрольные суммы файла                                                                               |
| comm                                                | Сравнивает построчно два упорядоченных файла                                                                    |
| csplit                                              | Разделяет файлы на секции                                                                                       |
| cut                                                 | Удаляет поля из каждой строки файла                                                                             |
| expand                                              | Преобразует символы табуляции в знаки пробела                                                                   |
| fmt                                                 | Форматирует текст                                                                                               |
| fold                                                | Разбивает длинные строки для устройств вывода с ограниченной шириной                                            |
| head                                                | Выводит несколько первых строк файла                                                                            |
| join                                                | Объединяет файлы по общему полю                                                                                 |
| md5sum                                              | Вычисляет и проверяет хеш MD5                                                                                   |
| nl                                                  | Нумерует строки файла                                                                                           |
| numfmt                                              | Переформатирует числа                                                                                           |
| od                                                  | Выводит содержимое файлов в восьмеричном и других форматах                                                      |
| paste                                               | Объединяет строки в файлах                                                                                      |
| ptx                                                 | Выводит упорядоченный индекс файла                                                                              |
| pr                                                  | Преобразует текстовые файлы в формат для печати                                                                 |
| sha1sum, sha224sum, sha256sum, sha384sum, sha512sum | Вычисляет и проверяет хеш, SHA-224/256/384/512                                                                  |
| shuf                                                | Генерирует случайные перестановки                                                                               |
| sort                                                | Сортирует строки в текстовых файлах                                                                             |
| split                                               | Разделяет файл                                                                                                  |
| sum                                                 | Проверяет контрольные суммы файла                                                                               |
| tac                                                 | Конкатенация и вывод файлов в обратном порядке                                                                  |
| tail                                                | Выводит несколько последних строк файла                                                                         |
| tr                                                  | Преобразовывает или удаляет символы                                                                             |
| tsort                                               | Выполняет топологическую сортировку                                                                             |
| unexpand                                            | Преобразует символы пробелов в символы табуляции                                                                |
| uniq                                                | Удаляет повторяющиеся строки из упорядоченного файла                                                            |
| wc                                                  | Выводит количество строк, слов и размер файла в байтах                                                          |
| Shell-утилиты                                       | |
| arch                                                | То же самое, что и uname -m (выводит название архитектуры машины)                                               |
| basename                                            | Удаляет префикс в пути к файлу                                                                                  |
| chroot                                              | Изменяет корневой каталог                                                                                       |
| date                                                | Выводит/устанавливает системное время и дату                                                                    |
| dirname                                             | Удаляет имя файла из полного пути                                                                               |
| du                                                  | Оценивает, сколько места на диске занимает файл                                                                 |
| echo                                                | Отображает строку текста                                                                                        |
| env                                                 | Отображает/изменяет переменные окружения                                                                        |
| expr                                                | Вычисляет выражения                                                                                             |
| factor                                              | Раскладывает число на простые множители                                                                         |
| false                                               | Возвращает значение «ложь»                                                                                      |
| groups                                              | Выводит группы, в которых состоит пользователь                                                                  |
| hostid                                              | Выводит цифровой идентификатор для текущего хоста                                                               |
| id                                                  | Выводит реальный/эффективный UID и GID                                                                          |
| link                                                | Вызывает функцию link() для создания ссылки на файл                                                             |
| logname                                             | Выводит имя (логин), под которым пользователь вошёл в систему                                                   |
| nice                                                | Запускает процесс с указанным приоритетом                                                                       |
| nohup                                               | Позволить команде выполняться после выхода пользователя (logout)                                                |
| nproc                                               | Запрашивает количество (активных) процессоров                                                                   |
| pathchk                                             | Проверяет имя файла на правильность или на переносимость                                                        |
| pinky                                               | Простой finger, печатает сведения о пользователе                                                                |
| printenv                                            | Выводит переменные окружения                                                                                    |
| printf                                              | Форматирует и выводит данные                                                                                    |
| pwd                                                 | Выводит текущий рабочий каталог                                                                                 |
| readlink                                            | Выводит значение символической ссылки                                                                           |
| runcon                                              | Запускает команду с указанным контекстом безопасности                                                           |
| stdbuf                                              | Управляет буферизацией команд, использующих stdio                                                               |
| seq                                                 | Выводит числа по порядку                                                                                        |
| sleep                                               | Задерживает выполнение на определённое время                                                                    |
| stat                                                | Возвращает данные об inode                                                                                      |
| stty                                                | Изменяет и выводит настройки терминала                                                                          |
| tee                                                 | Отправляет вывод на множество файлов                                                                            |
| test                                                | Проверяет условие                                                                                               |
| timeout                                             | Запустить команду с ограничением по времени                                                                     |
| true                                                | Возвращает значение «истина»                                                                                    |
| tty                                                 | Выводит имя терминала                                                                                           |
| uname                                               | Выводит информацию о системе                                                                                    |
| unlink                                              | Вызывает функцию unlink() для удаления заданных файлов                                                          |
| uptime                                              | Говорит, как долго система работает                                                                             |
| users                                               | Выводит имена тех пользователей, которые вошли на текущий хост                                                  |
| who                                                 | Выводит список всех вошедших пользователей                                                                      |
| whoami                                              | Выводит эффективный UID                                                                                         |
| yes                                                 | До бесконечности выводит заданную строку                                                                        |
| Другие утилиты                                      | |
| [                                                   | Синоним для test; эта программа позволяет использовать такие выражения, как [ условие ].                        |
| Системные утилиты                                   | |